# Delphos (Ohio)
Delphos ist eine City im Allen County und im Van Wert County im US-amerikanischen Bundesstaat Ohio. Sie liegt in der Metropolregion von Lima, dem County Seat des Allen Countys. Das U.S. Census Bureau hat bei der Volkszählung 2020 eine Einwohnerzahl von 7.117 ermittelt.

## Geschichte
Der deutsche Pfarrer Johannes Otto Bredeick, der am 23. Januar 1794 in Verl geboren wurde, gründete im Jahr 1849 die Stadt Delphos im Great Black Swamp (deutsch Großer Schwarzer Sumpf), einem Sumpfgebiet am Miamikanal. Viele Auswanderer, die Verl und die umliegenden Gemeinden wegen der damals dort herrschenden bitteren Not verließen, siedelten sich in Delphos und Umgebung an.
Für eine lange Zeit wuchs Delphos schneller und war bedeutender als die Nachbarorte Lima und Van Wert, da Delphos verkehrsgünstig am Kreuzungspunkt von Miamikanal und Pennsylvania Railroad lag. 1851 wurde Delphos eine eigene Gemeinde. Es feiert seitdem jedes Jahr das traditionelle "Canal Day Festival".
Delphos war ab 1. Januar 1883 Endbahnhof einer Schmalspurbahn, der Cleveland, Delphos and St. Louis Railroad, die bei ihrer Eröffnung nur bis Mount Blanchard fuhr. Bis zum Juni 1883 wurde sie bis nach Carey verlängert. Nach verschiedenen Reorganisationen und Fusionen der Eisenbahngesellschaften wurde diese Eisenbahnlinie 1890 auf Normalspur ausgebaut. Aus der Cleveland, Delphos and St. Louis Railroad wurde die Pittsburg, Akron and Western Railroad (PA&W). Diese wurde 1895 zur Northern Ohio Railway und an die Lake Erie and Western Railroad verpachtet.

## Bildung
Delphos verfügt über zwei Highschools, eine Grundschule und eine städtische Schule. Die Jefferson High ist für ihre zahlreichen American-Football-Mannschaften und -Vereine bekannt.
Der Ort unterhält die Städtepartnerschaft Verl–Delphos, die sich aus der Herkunft des Stadtgründers Bredeick aus Verl erklärt.

## Persönlichkeiten
- Neely Edwards (1883–1965), Stummfilmschauspieler
- Bill Lange (1928–1995), American-Football-Spieler
- Leslie Copus Peltier (1900–1980), Astronom
- Brentwood S. Tolan (1855–1923), Architekt
- Thomas Weinandy (* 1946), katholischer Geistlicher und Autor